# داميان أوكونور
داميان أوكونور (بالإنجليزية: Damien O'Connor)‏ هو سياسي نيوزلندي، ولد في 16 يناير 1958 في نيوزيلندا. حزبياً، نشط في حزب العمال النيوزيلندي. وقد انتخب وزير الإصلاحيات ‏ وانتخب عضو مجلس النواب النيوزيلندي عن دائرة West Coast-Tasman ‏ وقد انضم خلال فترته النيابية ‏ للكتلة البرلمانية حزب العمال النيوزيلندي.